# Kruidenbuurt (Eindhoven)
Kruidenbuurt is een buurt in het stadsdeel Stratum in de stad Eindhoven, in de Nederlandse provincie Noord-Brabant. De buurt is in de jaren dertig van de twintigste eeuw als een typische tuinwijk gebouwd, maar wordt momenteel grotendeels vernieuwd. Op 1 januari 2023 telde de buurt 3.275 inwoners, verdeeld over 1.424 woningen, met een gemiddelde WOZ-waarde van € 390.000, op een oppervlakte van 0,29 km².

## Ligging
De Kruidenbuurt grenst aan de Leenderweg, Korianderstraat, Heezerweg en Floralaan-Oost. De buurt behoort tot de wijk Putten, waartoe de volgende buurten behoren:
- Poeijers
- Burghplan
- Sintenbuurt (Bonifaciuslaan)
- Tivoli
- Gijzenrooi
- Nieuwe Erven
- Kruidenbuurt
- Schuttersbosch
- Leenderheide
- Riel

## Naamgeving
De buurt dankt zijn naam aan diens straatnamen, waarvan er vele naar een kruid vernoemd zijn. Diverse straatnamen in het zuidelijk deel van de Kruidenbuurt verwijzen naar bloemsoorten, waardoor dit deel nog wel eens verward wordt met de buurt Bloemenplein, in de volksmond ook bekend als'bloemenbuurt'.

## Buurtvernieuwing

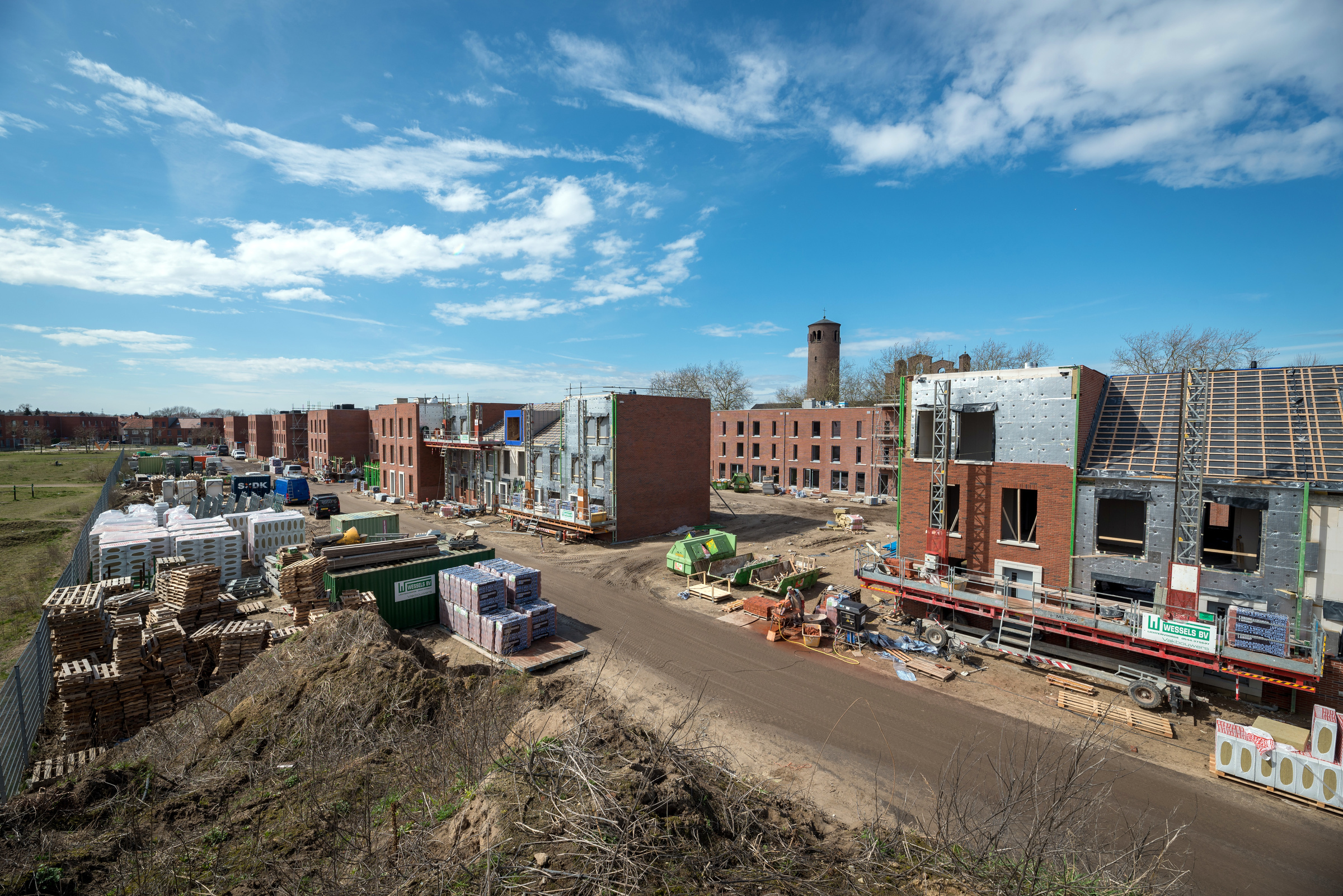
Nieuwe woningen in aanbouw

In 1998 presenteerde woningcorporatie Trudo een plan om al haar 732 woningen - ruim de helft van het totaal aantal huizen in de buurt - te slopen en te vervangen door nieuwbouw. In 2004 werd overgegaan tot sloop van de verouderde arbeidershuizen. De bouw van nieuwbouw werd verdeeld over vier fases, waarvan afronding van de laatste fase in 2012 gepland stond. Mede door de economische crisis kwam de bouw na 2008 stil te liggen. In 2017 werd de bouw van 147 huurwoningen en 86 particuliere bouwkavels hervat. In mei 2022 zijn de laatste huizen van de (nieuwe) Kruidenbuurt opgeleverd.